# Edward J. Philbin
Edward James Philbin (geboren 7. August 1932 in New York City; gestorben 12. Januar 2014 in Denver, Colorado) war ein amerikanischer Militär und Regierungsbeamter.

## Leben
Edward J. Philbin besuchte die Immaculata High School. Vom September 1952 bis zum  Juni 1957 studierte Edward J. Philbin am San Diego State College und erwarb den Abschluss eines Bachelor in Mechanical Engineering. Anschließend arbeitete er bei General Dynamics-Convair. Vom November 1957 bis zum Dezember 1959 leistete er als Bomber-Navigator seinen aktiven Wehrdienst bei der US Air Force ab. Philbin verließ die Luftwaffe als Leutnant und arbeitete bis Juni 1966 wieder bei General Dynamics-Corsair bzw. -Astronautics und studierte daneben von 1959 bis 1962 an der University of California und danach bis zum Juni 1965 auf der University of San Diego Law School und erreichte einen Juris Doctor mit Summa Cum Laude.
Ab Juni 1966 bis zum Juni 1970 war er Partner der Rechtsanwaltskanzlei Hecsh, Hebner & Philbin. Daneben arbeitet er ab September 1969 bis zum Juni 1970 als außerordentlicher Professor an der University of San Diego Law School., danach als angestellter Dozent bis zum Dezember 1972. Vom August 1973 bis zum Juni 1985 war er angestellter Professor an dieser Fakultät. In der Zeit vom Juni 1977 bis zum Juni 1979 war er für den Militärdienst und ab Juni 1981 für den Regierungsdienst freigestellt. 
Neben seiner Lehrtätigkeit war er weiter beim Militär in der Reserve aktiv. Bis zum November 1964 gehörte er zur Reserve der Air Force als Navigator. Danach diente bis Juli 1985 in der Air Force Intelligence und wurde bis zum Rang eines Colonel befördert. Während dieser Zeit war er von August 1977 bis zum Juni 1978 Student und anschließend bis zum August 1979 Dozent für internationales Recht am Air War College. Im Juli 1985 wechselte er in die Air National Guard und war bis zum Februar 1988 als Brigadier General stellvertretender kommandierender General für den Bereich des District of Columbia. Anschließend wurde er als Major General bis 1992 Befehlshaber der Air National Guard von New Jersey.
Vom Juni 1981 bis zum Juni 1984 war er im Vereinigten Staaten für Angelegenheiten der Reserve aller Teilstreitkräfte zuständig. Danach wechselte er in die  Federal Maritime Commission und war bis zum November 1984 Berater des Behördenleiters. Ab November 1984 bis zum Dezember 1989 war er Commissioner dieser Behörde. Im November 1989 wurde er von Präsident Ronald Reagan zum Chairman der Regulierungsbehörde Interstate Commerce Commission als Nachfolger von Heather J. Gradison für die Amtszeit bis zum 31. Dezember 1993 nominiert. Seine Senatsbestätigung erfolgte am 8. Februar 1990. Vom 12. Februar 1990 bis zum 5. Februar 1993 war er Chairman der ICC. Nach seiner regulären Amtszeit blieb er noch bis zum 12. April 1994 im Amt, bis seine Nachfolgerin Linda J. Morgan ihre Senatsbestätigung erhielt. Danach war er ab 1. Juni 1995 bis Ende 1998 Geschäftsführer der National Guard Association of the United States und arbeitete als Berater für militärische Fragen und Telekommunikationsthemen.
Der registrierte Republikaner war im Präsidentschaftswahlkampf von George H. W. Bush als Berater und Redenschreiber aktiv.
Er verstarb nach längerer Krankheit am 12. Januar 2014 in Denver, Colorado. Sein Grab befindet sich auf dem Arlington National Cemetery, Sektion 59, Grab 4996. Er war seit 1985 verheiratet mit Vivian Adele Camberg. Aus der Ehe gingen drei Kinder hervor.

## Auszeichnungen
Edward J. Philbin erhielt unter anderem folgende Auszeichnungen: Air Force Distinguished Service Medal, Legion of Merit, Meritorious Service Medal, Navy & Marine Corps Commendation Medal, Air Force Commendation Medal, National Defense Service Medal und die Armed Forces Expeditionary Medal.